# 串島
串島（くしじま）は長崎県南松浦郡新上五島町にある島である。

## 概要

五島列島の島々。太字は有人島。配色は市町に対応する。
黄：佐世保市、緑：小値賀町、青：新上五島町、桃：五島市、オレンジ：西海市。

五島列島中通島の西にある無人島である。